# Східносахарський артезіанський басейн
Східно-Сахарський (Лівійсько–Єгипетський) артезіанський басейн — артезіанський басейн, що розташований в північно-східній частині Африки. Включає територію Єгипту, північну частину Судану, східні район Лівії і північно-східні райони Чаду.

## Характеристика
Басейн займає площу 3,48 млн км² і приурочений до Сахарської плити з докембрійським підмурівком. Головний водоносний комплекс пов'язаний з нижньокрейдовими пісковиками, пісками і конгломератами з прошарками і лінзами глин і аргілітів. Потужність комплексу від десятків м (на півдні) до 1200 м і більше (на півночі). Дебіти свердловин  десятки л/с. Температура води 25-39 °C. Мінералізація води південніше 28° пн. ш. — 0,5-0,6 г/л, північніше розвинені солонуваті і солоні води. Важливе значення має водоносний комплекс в долині річки Ніл. Дебіт напірних вод тут становить від 20 до 150—160 (200) л/с. Води прісні (0,5-1 г/л). В дельті Нілу — солонуваті води (3-10 г/л). Живлення підземних вод басейну здійснюється за рахунок інфільтрації атмосферних опадів, поглинання вод річок і нерегулярних потоків.